# Blondelia sodalis
Blondelia sodalis är en tvåvingeart som först beskrevs av Wulp 1890.  Blondelia sodalis ingår i släktet Blondelia och familjen parasitflugor. Inga underarter finns listade i Catalogue of Life.